# Sensibilità di abbondanza
In spettrometria di massa la sensibilità di abbondanza (in inglese abundance sensitivity) è un parametro correlato alla sensibilità.
La definizioni  che dà la IUPAC (dal Gold Book  e dall'Orange Book):
(EN)  The ratio of the maximum ion current recorded at a mass m to the ion current arising from the same species recorded at an adjacent mass (m±1).
Il rapporto tra la corrente ionica massima registrata a una massa m per la corrente ionica della stessa specie registrata a una massa adiacente (m±1).